# Maffeis (Unternehmen)
Maffeis war ein italienischer Motorradhersteller, der von 1903 bis 1935 im Norden von Mailand in der Nähe der Porta Volta existierte.

## Geschichte
Zu Beginn des 20. Jahrhunderts gehörten die Brüder Bernardo, Carlo, Ferdinando („Nando“) und Miro Maffeis zu den Pionieren des Motorradrennsports in Italien. Carlo und Miro waren u. a. erfolgreiche Rennfahrer.
Bernardo Maffeis erlernte  sein Handwerk bei Luigi Figini, einem weiteren Pionier des italienischen Motorradsports, und soll bereits 1895 ein erstes Fahrrad mit Hilfsmotor konstruiert haben. Über dieses Gefährt existieren allerdings keinerlei Aufzeichnungen mehr. Zu Beginn des 20. Jahrhunderts bestand in Mailand eine Maffeis-Werkstatt, die sich mit verschiedenen Typen und Fabrikaten von Motorrädern und Motorfahrzeugen befasste.
Im Jahr 1903 baute Bernardo Maffeis eine Maschine, die mit einem 2-PS-Saroléa-Einbaumotor bestückt war und mit der er einige wenige Rennen bestritt. In dieser Zeit wurden auch Einbaumotoren von Minerva und Barscott verbaut.
In den 1920er-Jahren bauten die Maffeis-Brüder Motorräder mit Zweizylinder-V-Motoren von Blackburne mit 250 und 500 cm³ Hubraum und SV- bzw. OHV-Ventilsteuerung.
Die von „bel Miro“ Maffeis pilotierte Eigenkonstruktion gewann 1923 die 250er-Klasse des Circuito del Lario am Comer See und 1924 und 1925 den Titel in der Viertelliterklasse der Italienischen Straßenmeisterschaft – 1924 pilotiert von Giovanni Gianoglio und 1925 von Miro Maffeis. Letzterer war damit außerdem 1925 auch beim 250-cm³-Lauf des AVUS-Rennens für Motorräder in Berlin erfolgreich. Die Rennveranstaltung war gleichzeitig als erster Großer Preis von Deutschland für Motorräder ausgeschrieben. Bei der Motorrad-Europameisterschaft 1925, die am 13. September 1925 mit dem IV. Großen Preises der Nationen auf dem Circuito di Milano in Monza ausgetragen wurde, gewann Mario Vaga auf Maffeis-Blackburne den Titel in der 175-cm³-Klasse. Miro Maffeis wurde auf Maffeis-Blackburne Dritter in der 250er-Kategorie.
Mit dem Tod von Nando Maffeis im Jahr 1928 wurde das Geschäft geschlossen. Miro Maffeis fand bei Bianchi eine Anstellung als Mechaniker und Rennfahrer, nachdem er bereits vorher für Bianchi Rennen bestritten hatte.
Zwischen 1933 und 1935 baute Miro Maffeis zusammen mit den Brüdern Aurelio und Enrico Tornielli unter dem Markennamen Miro Maffeis wieder Motorräder. Die Firma vertrat zu dieser Zeit auch zahlreiche ausländische Hersteller (A.J.S., Brough, Harley-Davidson, James, Moto Rêve, Rex-Acme und Sun) und war Vertreter von Blackburne in der Lombardei.
1935 endete die Maffeis-Produktion endgültig.